# برنارد سوريانو
برنارد سوريانو (بالإنجليزية: Bernard Soriano)‏ هو لاعب كرة قدم أمريكية أمريكي، ولد في 16 أكتوبر 1962.